# 별방진
별방진(別防鎭)은 대한민국 제주특별자치도 제주시 구좌읍 하도리에 있는 조선시대 제주 동부지역 최대의 군사기지이다. 1974년 4월 3일 제주도의 기념물 제24호로 지정되었다.

## 개요
별방진에 대한 기록은 『신증동국여지승람』제주목조에 나와 있다. 기록에 따르면 별방성은 돌로 쌓았는데, 둘레 2,390자(약 724m), 높이 7자(약 2m)라 한다. 조선 중종 5년(1510)에 목사 장림(張琳)이 왜선의 정박지가 근처의 우도(牛島)에 있어 위험하다고 판단하고, 성을 쌓은 뒤 금령의 방호소(防護所)를 이곳으로 옮겨 별방이라 이름지었다. 조선 헌종 14년(1848)에는 목사 장인식이 고쳐 지었다.
현재 성의 둘레는 950m이며 남쪽이 높고 북쪽이 낮은 지형을 이용하여 쌓았으며 성곽은 타원형을 이루고 있다. 제주도에 있는 성곽들 중 비교적 성벽이 많이 남아있어 당시 이 지역의 성 쌓는 방법과 규모를 알아볼 수 있는 중요한 자료로 여겨진다.

## 참고 자료
- 별방진 - 국가유산청 국가유산포털